# Pirates (film 2005)
Pirates è un film pornografico statunitense prodotto nel 2005 da Digital Playground e Adam & Eve. La pellicola è diretta dal regista Joone ed è interpretata dagli attori Jesse Jane, Carmen Luvana, Janine, Teagan Presley, Devon, Jenaveve Jolie ed Evan Stone e contiene molti riferimenti al film del 2003 La maledizione della prima luna.
Pirates è stato (fino all'arrivo del seguito) il film più costoso del porno con un budget di 1 milione di dollari americani. Pirates è stato anche pubblicato nel nuovo formato video HD DVD ed è quindi anche il primo film pornografico ad essere reso disponibile in alta definizione. Recentemente è stata annunciata la pubblicazione in Blu-ray. Nel 2008 è stato pubblicato il sequel, Pirates II: Stagnetti's Revenge, il quale è stato prodotto con un budget di oltre 8 milioni di dollari, divenendo il film pornografico più costoso della storia.

## Trama
In una zona sconosciuta del Mar dei Caraibi del 1763, un equipaggio di cacciatori di pirati capitanati da Edward Reynolds è alla caccia del più feroce tra i bucanieri che infestano i Caraibi: Victor Stagnetti. I pirati di quest'ultimo assaltano una nave di un nobile spagnolo di nome Manuel che era in vacanza per festeggiare con sua moglie Isabella i 7 anni di matrimonio. Serena, il braccio destro del pirata nonché la sua fidanzata, butta in mare Isabella mentre Stagnetti e i suoi uomini tengono in ostaggio Manuel. L'uomo ha catturato quest'ultimo perché vuole servirsi del potere della pietra che appartiene a Manuel per qualche oscuro motivo. I cacciatori di pirati traggono in salvo Isabella e quest'ultima riesce a convincere il capitano dell'equipaggio ad aiutarla a salvare suo marito da Stagnetti. I cacciatori di pirati la spuntano contro la ciurma di quest'ultimo, uccidendo persino proprio Stagnetti.

## Premi

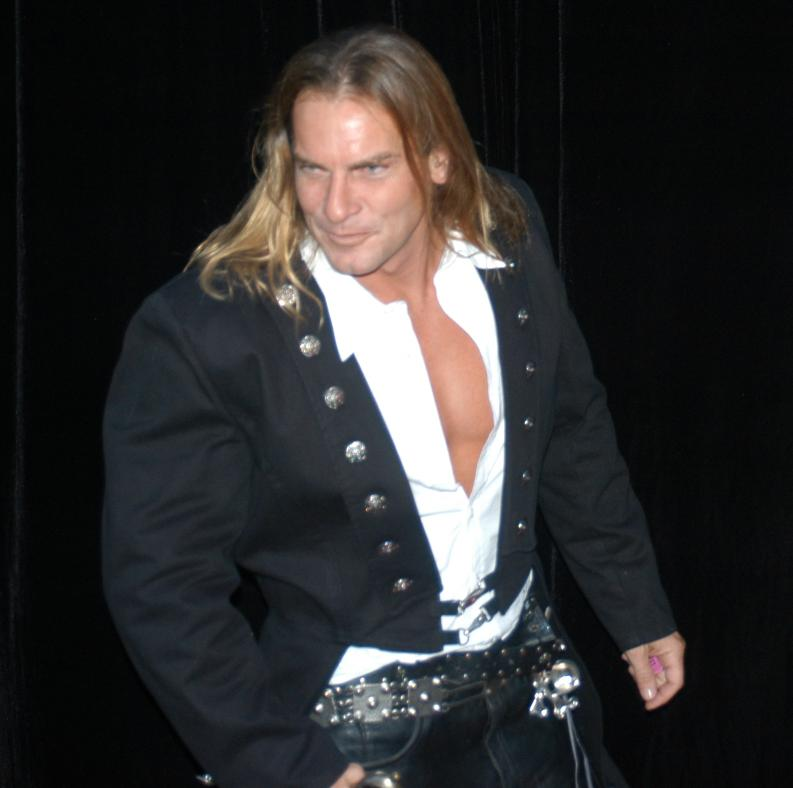
Evan Stone prima della premier del film.

Pirates ha vinto 11 premi AVN Awards (record per un film).
- Best Video Feature
- Best DVD
- Best Director - Video (Joone)
- Best Actress - Video (Janine)
- Best High-Definition Production
- Best All-Girl Sex Scene - Video (Janine and Jesse Jane)
- Best Special Effects
- Best Actor - Video (Evan Stone)
- Best Music
- Best Supporting Actor - Video (Tommy Gunn)
- Best On-Line Marketing Campaign

Pirates ha vinto 2 XRCO Award.
- Best Release (2005)
- Epic (2005)

ADULT DVD EMPIRE AWARDS
- 2005 Editor's Choice
- 2005 Best Overall DVD
- 2005 Best DVD Menu Design
- 2005 Best DVD Video Quality
- 2005 Best DVD Audio Quality
- 2005 Viewer's Choice

## Sequel
Nel gennaio del 2007 sono circolate le prime voci su un sequel diretto sempre da Joone, intitolato Pirates II. Nel marzo del 2008 ha annunciato che il film sarebbe stato interpretato da Belladonna, Jesse Jane, Evan Stone e molti altri attori del primo film e che sarebbe uscito nel settembre 2008. Il film è stato poi distribuito dal 26 settembre 2008 con il titolo Pirates II: Stagnetti's Revenge.